# Anthonomus morticinus
Anthonomus morticinus es un gorgojo nativo de Brasil. Su planta hospedera es Solanum mauritianum Scopoli. Este gorgojo está siendo considerado como un potencial agente de control biológico de su planta hospedera en Sudáfrica.